# Comté de Baylor
Pour les articles homonymes, voir Baylor.
Le comté de Baylor, en anglais : Baylor County, est un comté, situé dans l'État du Texas, aux États-Unis. Fondé le 1er février 1858, son siège de comté est la ville de Seymour. Situé au nord de l'État, sa superficie est de 2 255 km2. Selon le recensement de 2020, sa population est de 3 465 habitants.

## Comtés adjacents
| Comté de Foard, Comté de Wichita | Comté de Wilbarger    |                |
| Comté de Knox                    | comté de Baylor       | Comté d'Archer |
| Comté de Haskell                 | Comté de Throckmorton | Comté de Young |

## Démographie
Lors du recensement de 2010, le comté comptait une population de 3 726 habitants. Elle est estimée, en 2018, à 3 582 habitants.
| Groupes                          | Comté de Baylor | Texas | États-Unis |
| -------------------------------- | --------------- | ----- | ---------- |
| Blancs                           | 91,5            | 70,4  | 72,4       |
| Autres                           | 4,0             | 10,5  | 6,2        |
| Métis                            | 2,1             | 2,5   | 2,7        |
| Afro-Américains                  | 2,0             | 11,9  | 12,6       |
| Amérindiens                      | 0,3             | 0,7   | 0,9        |
| Asiatiques                       | 0,1             | 3,8   | 4,8        |
| Total                            | 100             | 100   | 100        |
|                                  |                 |       |            |
| Hispaniques et Latino-Américains | 12,2            | 37,6  | 16,7       |

Pyramide des âges du comté de Baylor(Texas) (2000).

Selon l'American Community Survey, pour la période 2011-2015, 95,60 % de la population âgée de plus de 5 ans déclare parler anglais à la maison, alors que 3,23 % déclare parler l'espagnol et 1,23 % une autre langue.
Selon l'American Community Survey, pour la période 2011-2015, 11,9 % de la population vit sous le seuil de pauvreté (15,5 % au niveau national).